# Quartettsatz
Pour les articles homonymes, voir Quatuor à cordes no 12.

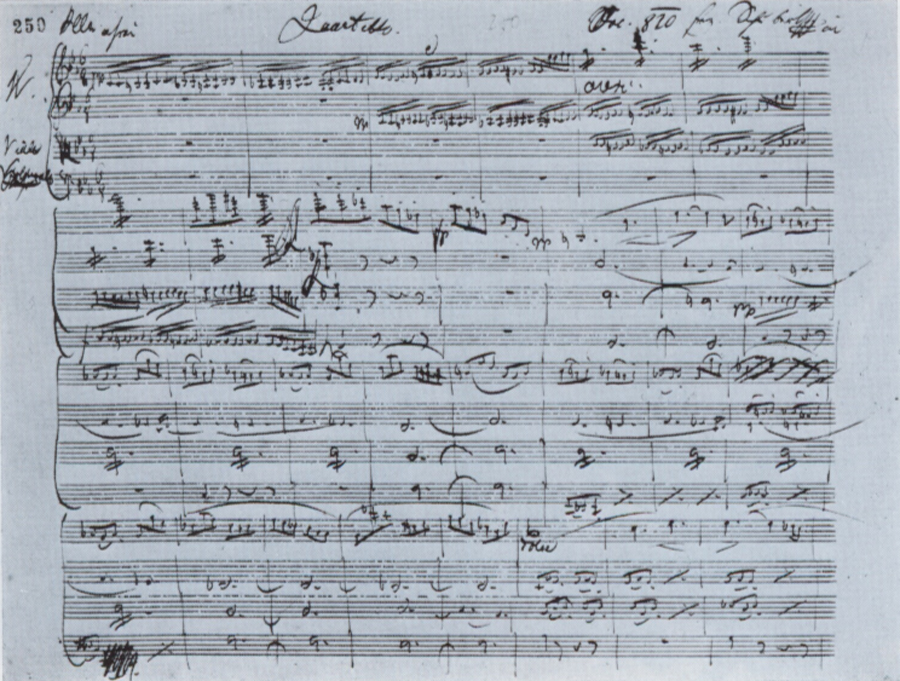
Partition du Quartettsatz.

Le Quatuor à cordes no 12 en ut mineur, D. 703 - plus connu sous le nom de Quartettsatz  (« mouvement de quatuor ») - est une œuvre inachevée composée par Franz Schubert en décembre 1820 et créée le 1er mars 1867 à Vienne.
Le premier mouvement Allegro assai est complet mais seules une quarantaine de mesures de l’andante existent. Schubert n’acheva d’ailleurs aucune de ses partitions cette année-là, qui appartient à une période tourmentée où l’artiste se cherchait (sa fameuse Symphonie nº 8 « Inachevée » lui est postérieure de deux ans seulement). Le tragique imprègne l’œuvre dont l'écriture tant au niveau de la forme que de l'expression, marque une étape dans l'évolution du style de Schubert.

## Analyse de l’œuvre
Il inaugure la série des « grands quatuors à cordes » du musicien, formée par les 13e, 14e et 15e quatuors. Le compositeur n’avait pas écrit pour cette formation depuis près de quatre ans. Un délai supplémentaire semblable sépare cette pièce de son 13e quatuor qui sera composé en février-mars 1824.
L'exécution du Quartettsatz dure environ dix minutes.
Mahler a écrit une version pour orchestre à cordes en rajoutant une partie de contrebasses.
Selon Walter Willson Cobbett : “....Tout un monde sépare les quatuors de jeunesse du fragment de quatuor de 1820... ».